# Alex Ebert

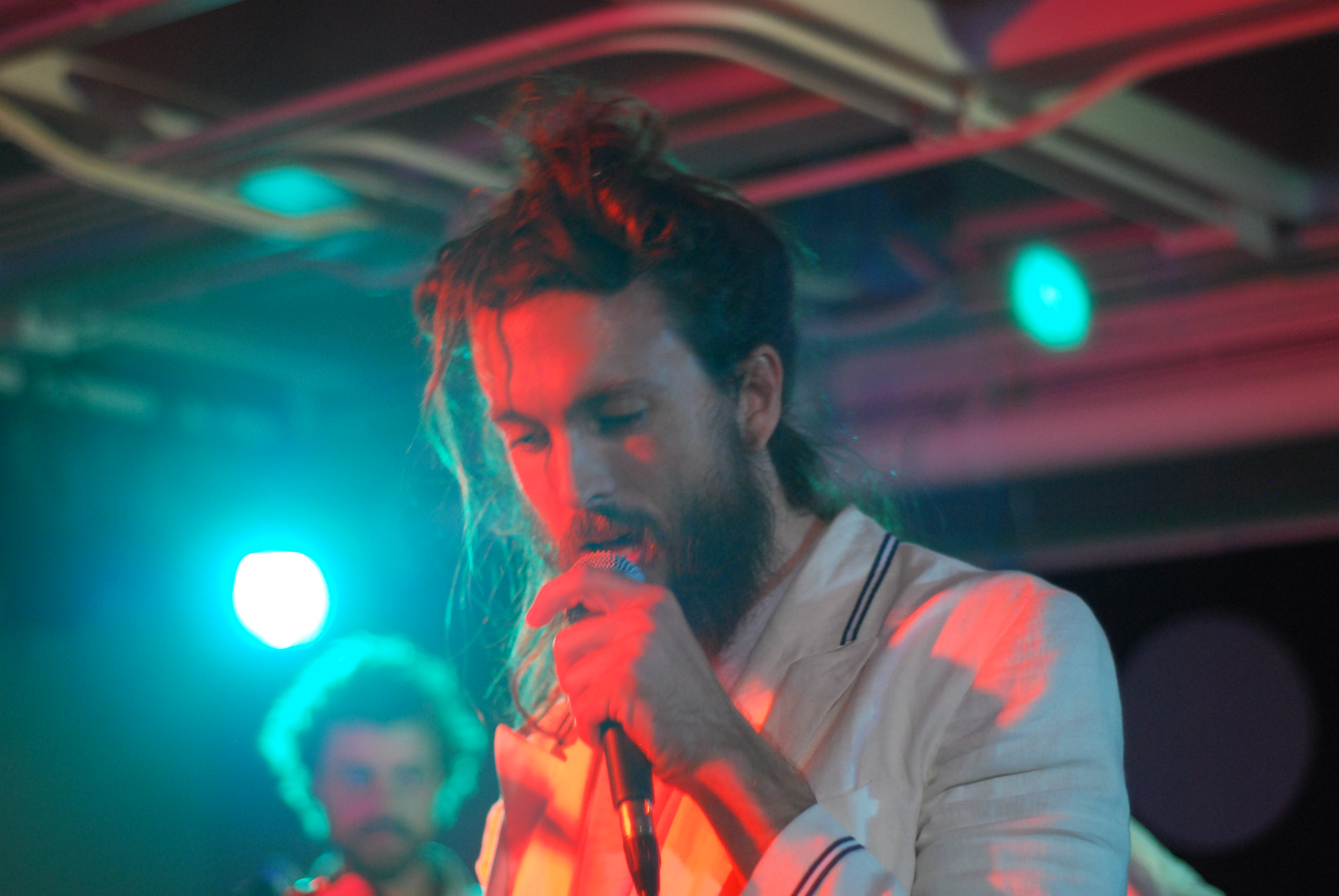
Alex Ebert während eines Auftritts mit Edward Sharpe and the Magnetic Zeros 2009.

Alex Ebert, auch Alexander Ebert (* 12. Mai 1978 in Los Angeles, Kalifornien als Alexander Michael Tahquitz Ebert), ist ein US-amerikanischer Musiker, Sänger und Komponist, der durch seine preisgekrönte Filmmusik für den Kinofilm All Is Lost international bekannt wurde.

## Leben und Karriere
Ebert wurde 1978 in Los Angeles als Sohn von Michael Ebert, einem Psychotherapeuten, und Lisa Richards, einer Schauspielerin, geboren. Alex Ebert ist seit Anfang der 2000er Jahre im Musikgeschäft in verschiedenen Funktionen tätig, unter anderem als Sänger und Musiker der Band Ima Robot, wo er auch Gründungsmitglied war, oder der Band Edward Sharpe and the Magnetic Zeros.
2013 beauftragte ihn der Regisseur J. C. Chandor, die Filmmusik für seinen Film All Is Lost zu schreiben, einem Drama mit Robert Redford in der Hauptrolle. Bei den Golden Globe Awards 2014 gewann Ebert die Auszeichnung in der Kategorie Beste Filmmusik. Bereits im Jahr 2009 hatte er für den Filmemacher Tony Zierra seine erste Filmmusik für dessen Dokumentarfilm My Big Break komponiert. 2014 erfolgte mit A Most Violent Year eine weitere Kooperation mit Regisseur J. C. Chandor.
Sein Großvater war der Theaterintendant Carl Ebert, sein Onkel Peter Ebert war ebenfalls Theaterintendant.

## Auszeichnungen
- 2014: Golden Globe Award in der Kategorie Beste Filmmusik bei den Golden Globe Awards 2014 für All Is Lost

## Filmografie
- 2009: My Big Break (Dokumentarfilm)
- 2012: Dario (Kurzfilm)
- 2013: All Is Lost
- 2014: Liebe geht durch den Magen (Feast) (Kurzfilm)
- 2014: A Most Violent Year
- 2017: El Almuerzo (Kurzfilm)
- 2017: I’m Dying Up Here (Fernsehserie, 10 Episoden)
- 2021: The Truth Has Changed